# 重裝警察
《重裝警察》是一部2001年香港警匪片，由林超賢導演，吳彥祖、杜德偉、何華超、巫奇、谷祖琳和錢嘉樂等主演，黃偉輝任動作設計。以一支隸屬於CIB（香港警務處刑事情報科）內部的特種警察重裝部隊行動組Hit Team為主題。

## 角色
- 吳彥祖 飾 周聰
- 何華超 飾 阿金
- 杜德偉 飾 阿東（Don）
- 彭敬慈 飾 Sam
- 谷祖琳 飾 陳小珍（Jane Chan）
- 錢嘉樂 飾 阿豪

## 外部連結
- 香港影庫上《重裝警察》的資料（繁體中文）
- 互联网电影数据库（IMDb）上《重裝警察》的资料（英文）
- 豆瓣电影上《重裝警察》的資料 （简体中文）
- 时光网上《重裝警察》的資料（简体中文）